# Pallenopsis tritonis
Pallenopsis tritonis är en havsspindelart som beskrevs av Hoek, P.P.C. 1883. Pallenopsis tritonis ingår i släktet Pallenopsis och familjen Phoxichilidiidae. Inga underarter finns listade i Catalogue of Life.